# Szigetvár ostroma
Szigetvár ostroma 1566. augusztus–szeptember között zajlott le Szigetvár várvédői és az oszmán haderő csapatai között. Az ostrom I. Szulejmán szultán seregeinek döntő győzelmével végződött. Zrínyi Miklós és katonái szinte az utolsó szálig elestek a végső kirohanás során. Maga Szulejmán szultán az ostrom közben, táborában hunyt el.

## Az ostrom előzményei
A török állam- és hadvezetés részéről az oszmán seregek magyarországi utánpótlási és felvonulási útvonalait veszélyeztető szigetvári erőd elfoglalása a sikertelen 1556. évi, Ali budai pasa által vezetett, de Horváth Stancsics Márk kapitány által akkor még sikeresen visszavert ostromot követően továbbra is stratégiai célként fogalmazódott meg. Szigetvár bevételére az 1565-ben kezdődő, és a negyedik Habsburg-török háborút, egyben az ún. várháborúk korát (1541-1568) lezáró, drinápolyi békével végződő hadjáratsorozat idején került sor.
I. Nagy Szulejmán szultán, aki európai hódításait Bécs megszerzésével kívánta teljessé tenni, serege élén 1566 áprilisának végén indult útra Isztambulból. Miközben Pertev pasa tiszántúli várak (Jenő, Lippa, Gyula) ellen indult, az uralkodó július 19-én Eszéknél átkelt a Dráván, majd a török sereg előrejutását zavaró, Szigetvárról kiküldött csapatok támadásai ellenére, mintegy két héttel később, augusztus 5-én tábort vert a településtől északkeletre fekvő magaslaton, a mai turbéki szőlőhegy területén.
A szultáni had közeledtének hírére a vár kapitánya, Zrínyi Miklós megkezdte az ostromra való felkészülést. A zsoldosállomány, valamint a nehézfegyver- és élelmiszertartalékok feltöltését követően a védelem 54 löveggel, 2400 ágyúgolyóval, 800 mázsa lőporral, ezer köböl (1 köböl = 64 liter) búzával és mintegy 2300-2500 főnyi katonasággal rendelkezett. A várban és a városban a támadás kezdetekor összesen kb. 4300 ember tartózkodott. A készletek és a személyi állomány utánpótlására a szoros ostromgyűrű miatt a későbbiekben már nem volt mód, a védők magukra maradtak.

## Az ostrom és a vár eleste

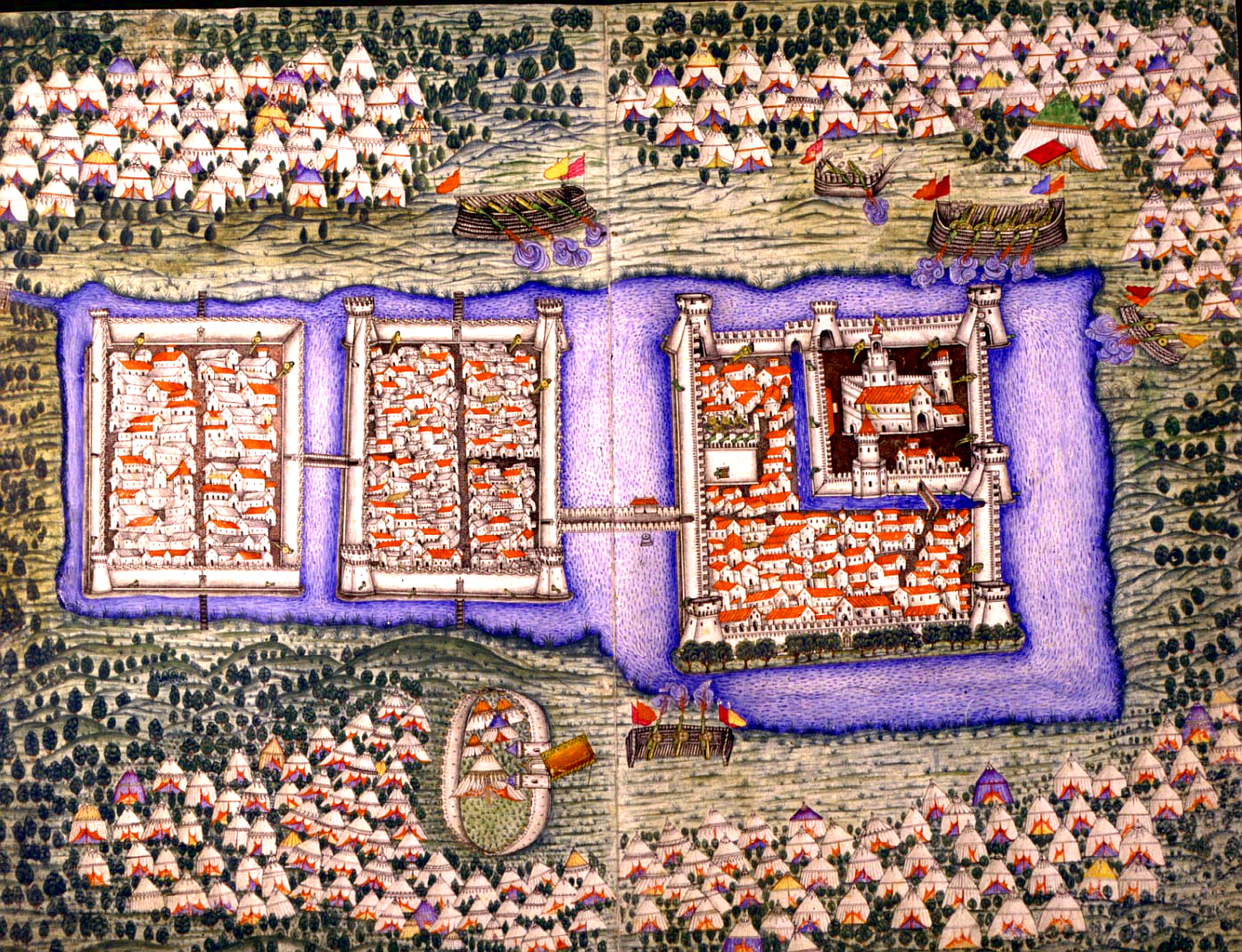
Szigetvár ostroma – török miniatúra, Topkapi Palace Museum, Isztambul

Az ostrom, amelynek operatív irányításával a szultán a harcok során később halálos sebet szerzett Ali Portug béget, portugál származású műszaki és tüzér főtisztjét bízta meg, augusztus 9-én kezdett Szigetvár lövetésébe, másnap pedig már meg is indította a várvédelem szempontjából stratégiai fontosságú óváros elleni, három oldalról vezetett, de akkor még sikertelen gyalogsági támadást.
Mivel a várat övező vizesárkok, illetve a mocsaras térszín a törököket megakadályozta abban, hogy a falakhoz közelebb jussanak, elkerülhetetlen volt a környező víztömeg lecsapolása, amelynek munkálataihoz 12-én láttak hozzá. Ezt megakadályozandó törtek ki a várból 15-én Dandó Ferenc és Radován Jakab hadnagyok mintegy 200 lovas élén, ennek során azonban mindketten életüket vesztették. Hősi haláluk helyszíne, az óváros egykori Kanizsai kapuja közelében vitéz tettükre emléktábla hívja fel a figyelmet. A kudarcba fulladt akciót és a töltések sikeres átvágását, illetve a víz elvezetését követően megkezdték az óváros intenzívebb ágyúzását a vár délnyugati és délkeleti bástyájával szemben épült új állásokból. Augusztus 19-re sikerült annyira meggyengíteniük a falakat, hogy egy újabb, a védők visszavonulását megakadályozó, tetemes emberveszteséget okozó rohammal már be tudták venni a várost.
Magát a várat, ahová Zrínyi mintegy 800 katonájával szorult vissza, ettől fogva az óváros felől folyamatosan szoros tűz alatt tartották, ennek ellenére a védők a 26-i eredménytelen ostrom után a 29-én, a mohácsi csata 40. évfordulóján indított második támadást is visszaverték, melynek során mintegy 4000 török katona esett el.
A következő napokban, részben az időjárás esősre fordulása miatt beállt ostromszünet idején a törökök a délnyugati bástya alatt vágatot fúrtak, és az ott elhelyezett puskapor berobbantásával keletkezett járaton keresztül szeptember 5-én betörtek a külső várba, az addigi harcok során töredékére apadt védősereg – mintegy 600 fő, közülük 200 katona – pedig kénytelen volt visszavonulni a belső várba. Az erőd és a védők sorsa ezzel gyakorlatilag megpecsételődött.

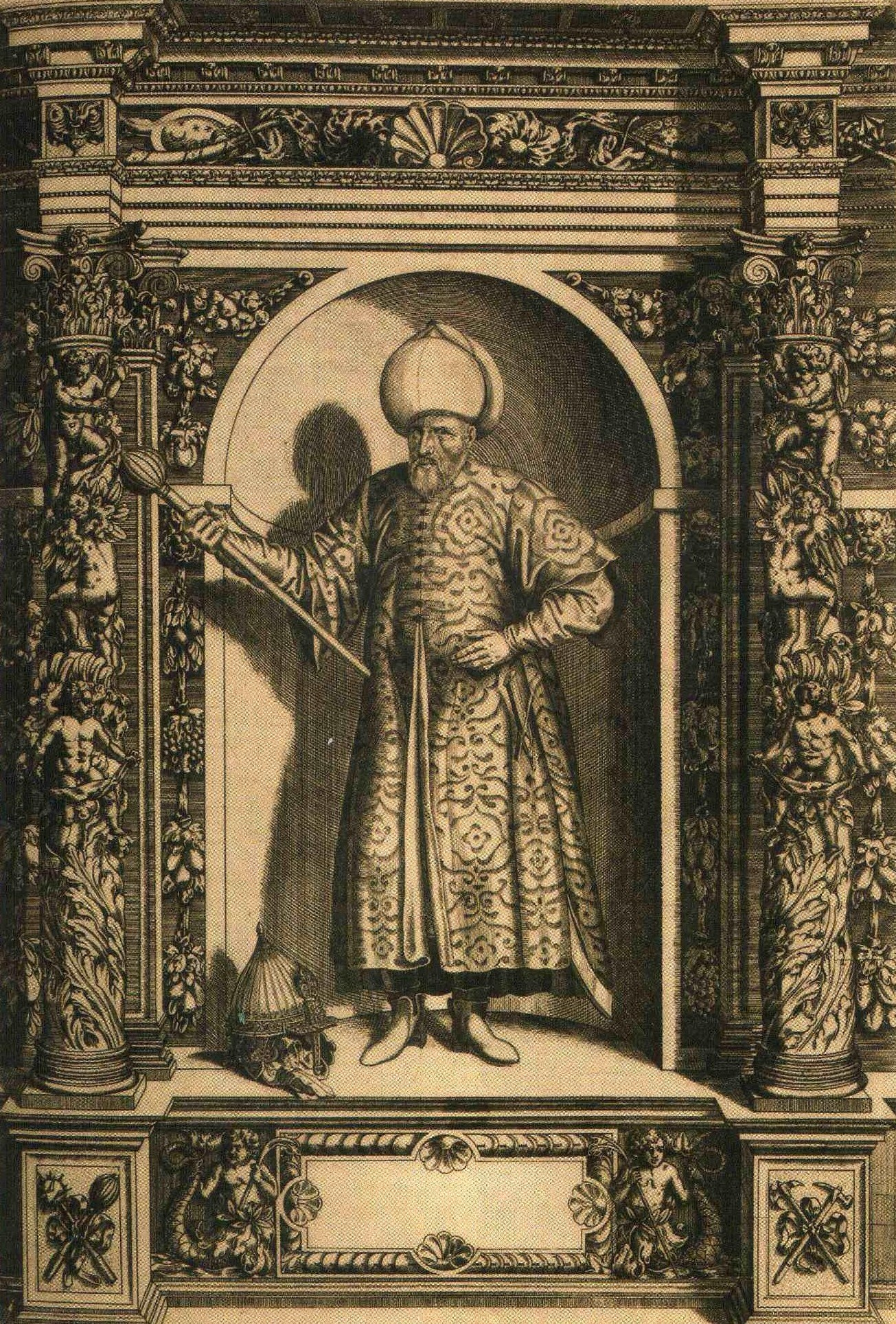
Szokollu Mehmed nagyvezír

Másnap, 6-án a harcok ismét szüneteltek, ezalatt Zrínyit és maroknyi megmaradt seregét többször megadásra szólították fel. Ennek a napnak igen jelentős, de a török csapategység megbomlásának elkerülése érdekében, Szokollu Mehmed nagyvezír parancsára titokban tartott eseménye volt az idős Szulejmán szultán halála. A 72 éves korában elhunyt uralkodó belső szerveit a tábor területén eltemették, testét pedig konzerválták, és az ostrom végeztével hazaszállították. Zarándokhellyé váló szigetvári sírhelyének (türbéjének) nyomait a közelmúltban sikerült feltárni az egykori szultáni tábornak helyet adó turbéki-zsibóti szőlőhegyen.
A szorult helyzetben lévő védők nem adták meg magukat, és az ostrom utolsó napján, szeptember 7-én kapitányukkal az élükön kitörtek a belső várból („Zrínyi kirohanása”). A várkapun elsőként kilépő Zrínyit szinte azonnal találat érte, a megölt hadvezér fejét később a Győrben állomásozó, Sziget felmentésére képtelen császári haderő táborába küldték a törökök. Seregének maradéka majd mind egy szálig odaveszett. A belső várba tóduló, zsákmányra éhes törökök a vár magjának számító kerek toronyban tárolt puskapor felrobbanása által súlyos veszteségeket szenvedtek, ez a művelet valószínűleg tudatos (öngyilkos) akció volt a védők részéről. A harcokból élve kikerültek között volt Cserenkó Ferenc is, aki elsőként, a szemtanú hitelességével örökítette meg Szigetvár ostromának eseményeit.

## A vereség következményei

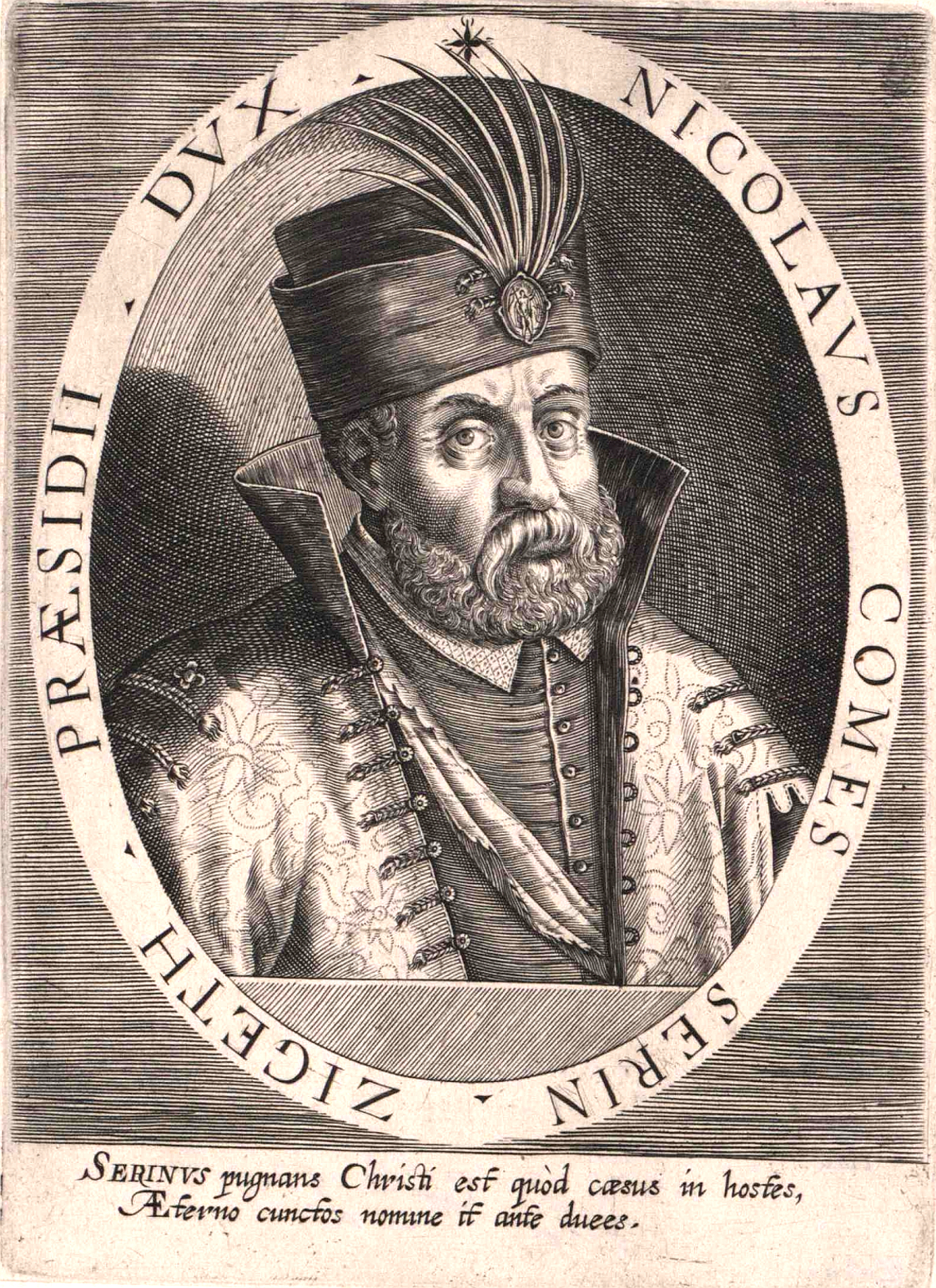
Zrínyi Miklós
Szigetvár védője

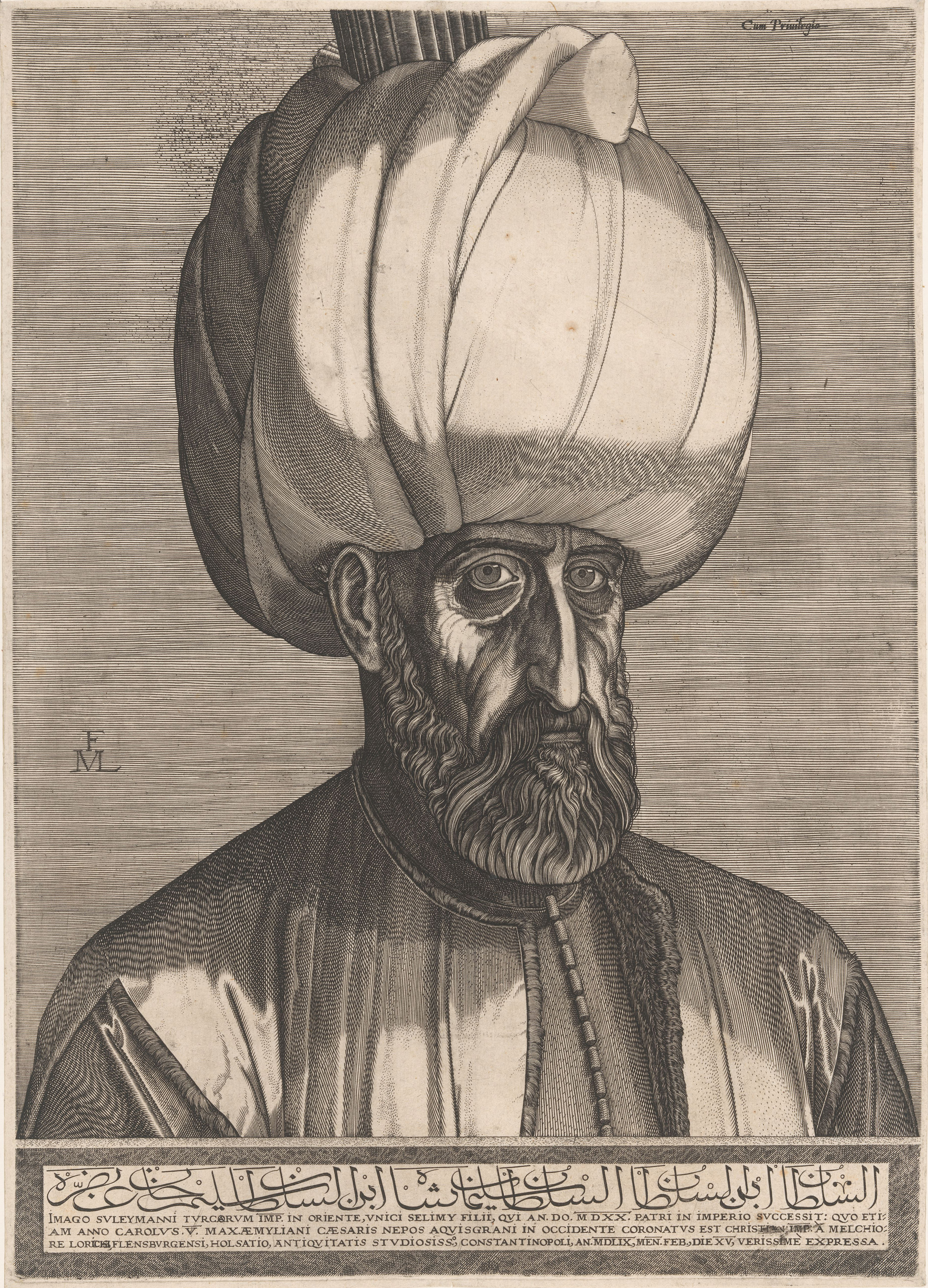
I. Szulejmán
oszmán szultán

A vár elfoglalása súlyos következményekkel járt a császári, de ezen túlmenően a dunántúli magyar etnikai jelenlétre is. A mind helyrajzi, mind geopolitikai értelemben szigetként funkcionáló erősség feladásával Baranya teljes egészében elveszett, az Oszmán és Habsburg Birodalom közti határvonal az utóbbi kárára jelentős mértékben nyugatra tolódott.
A számottevő vérveszteséggel, mintegy húszezer halálos áldozattal járó győzelem azonban a törökök erejét is megingatta, részben ennek következménye volt az is, hogy a negyedik Habsburg-török háborút lezáró drinápolyi békével addigi hódításainak elismerése fejében garanciát vállalt a status quo fenntartására. A tizenöt éves háború kitöréséig tartó évtizedek a magyar fél számára erőgyűjtés időszaka volt, ami alatt az ún. portyázásoktól eltekintve a törökök nem vezettek hadjáratot Magyarországra. A törököket ez időben a Szavafid perzsa birodalommal zajló háború kötötte le (1578-1590).

## Miniatúrák aSüleymannâmekódexből

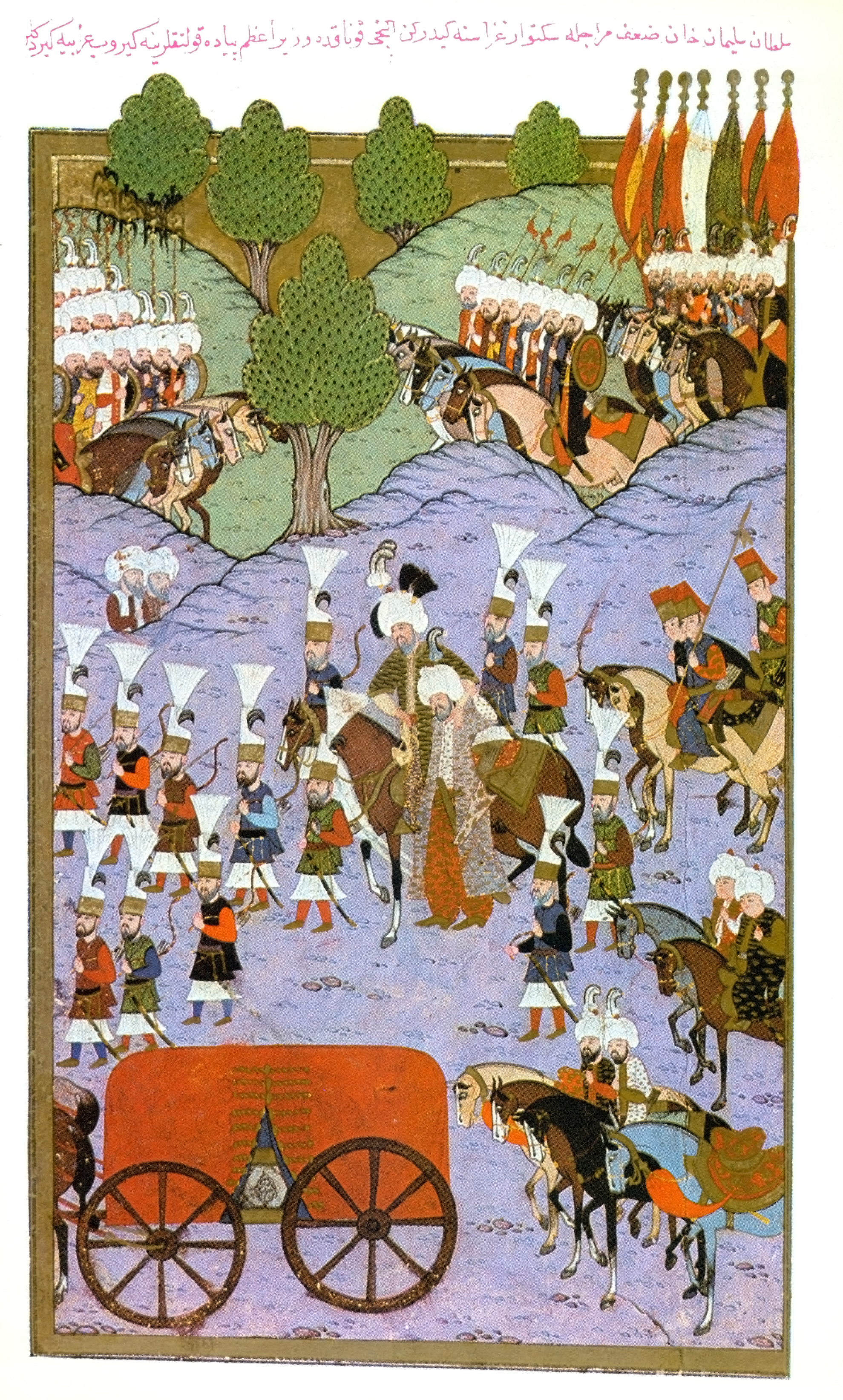
Szulejmán szultán Szigetvár felé vonul
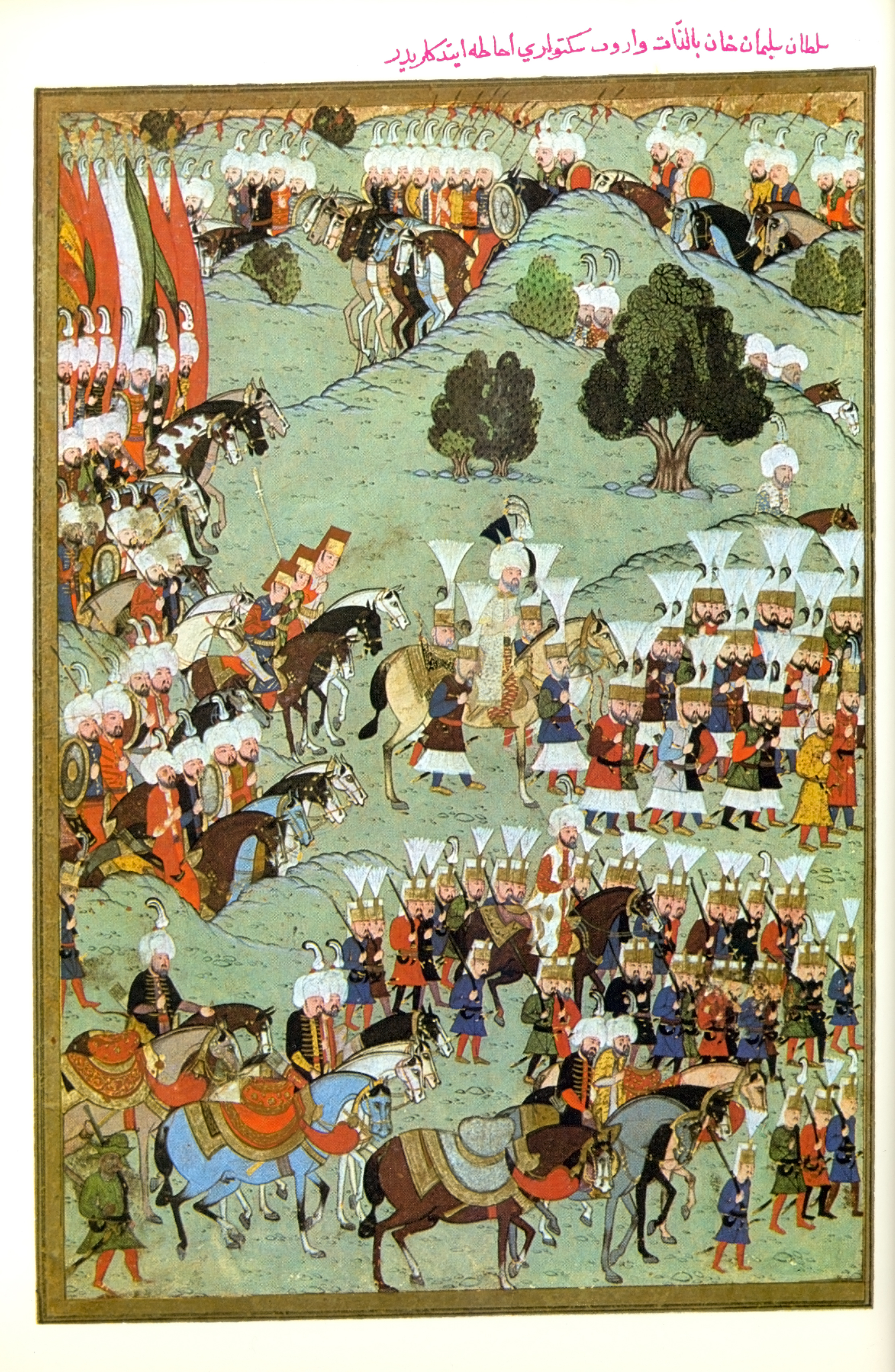
Szulejmán hadserege Szigetvár előtt
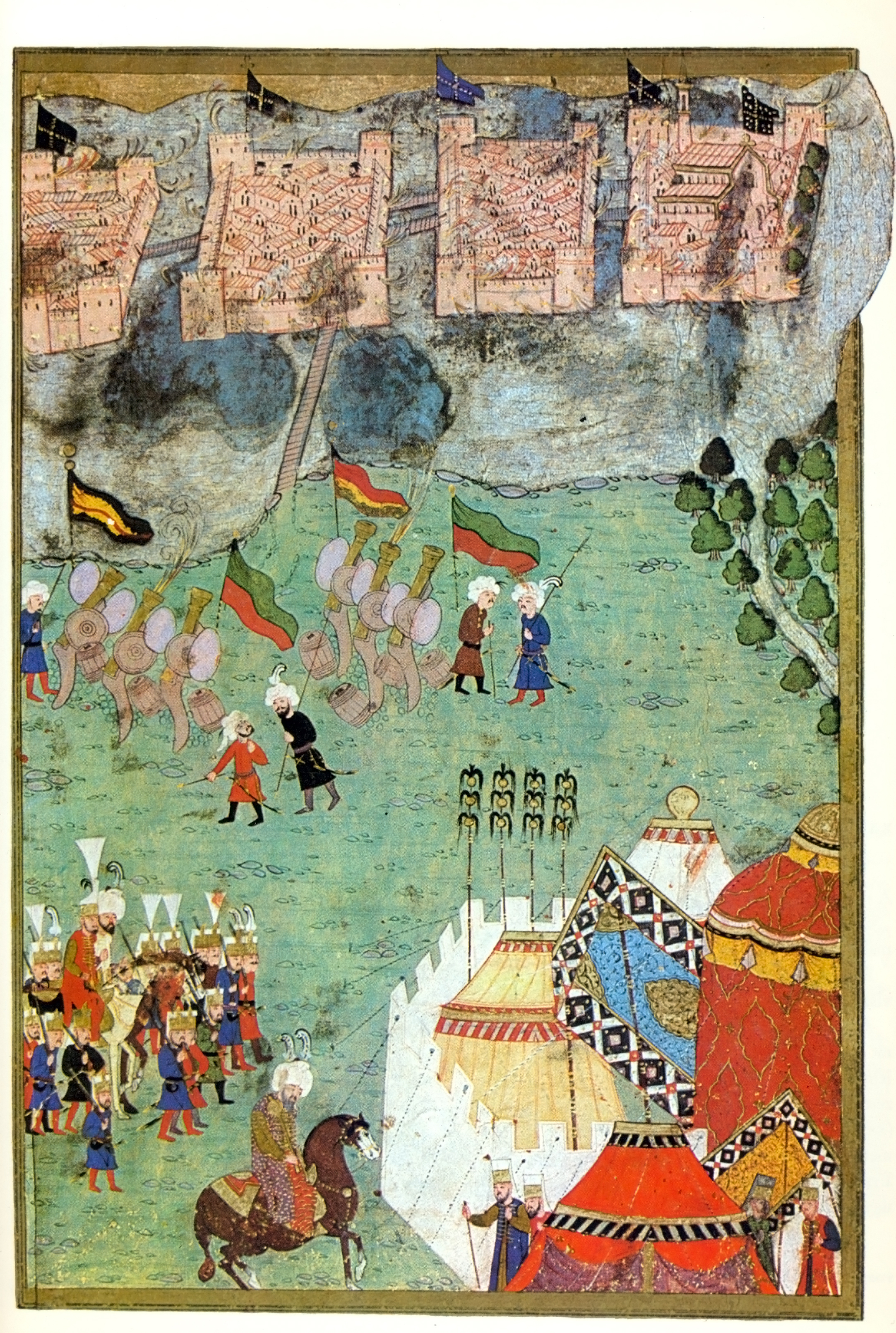
Az ostromló sereg a vár alatt
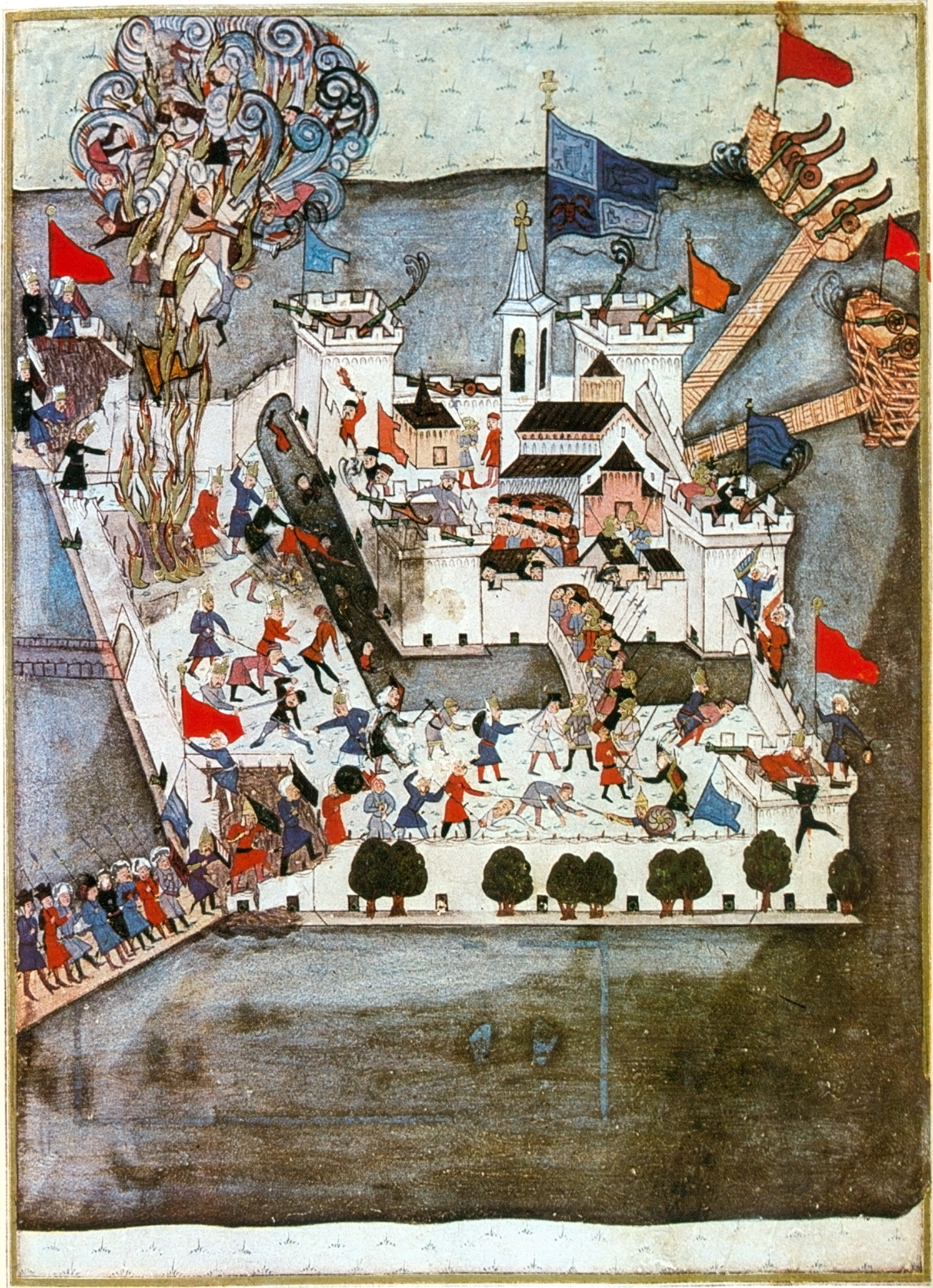
Szigetvár ostroma
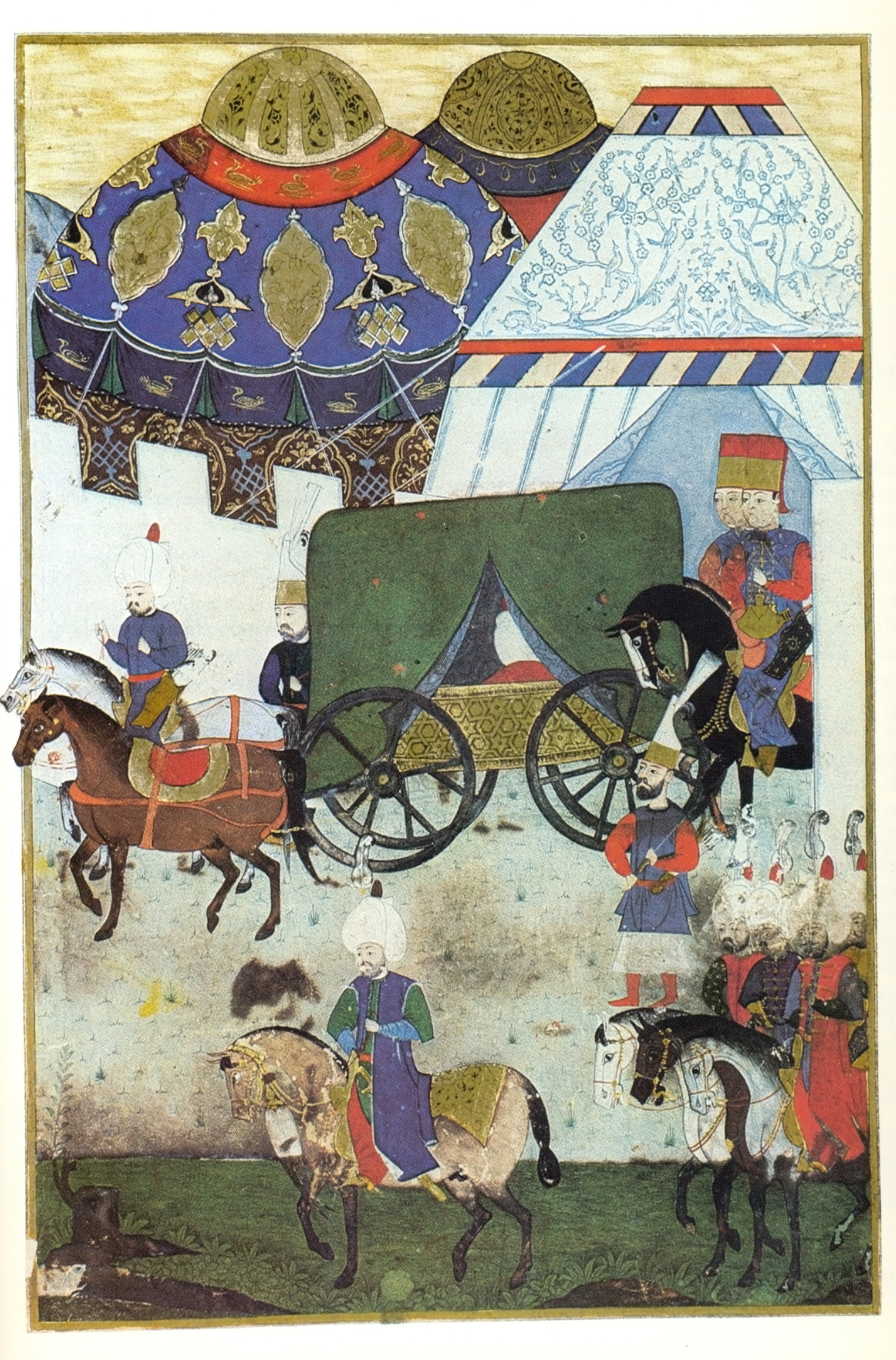
A törökök azt színlelik, hogy Szulejmán még életben van
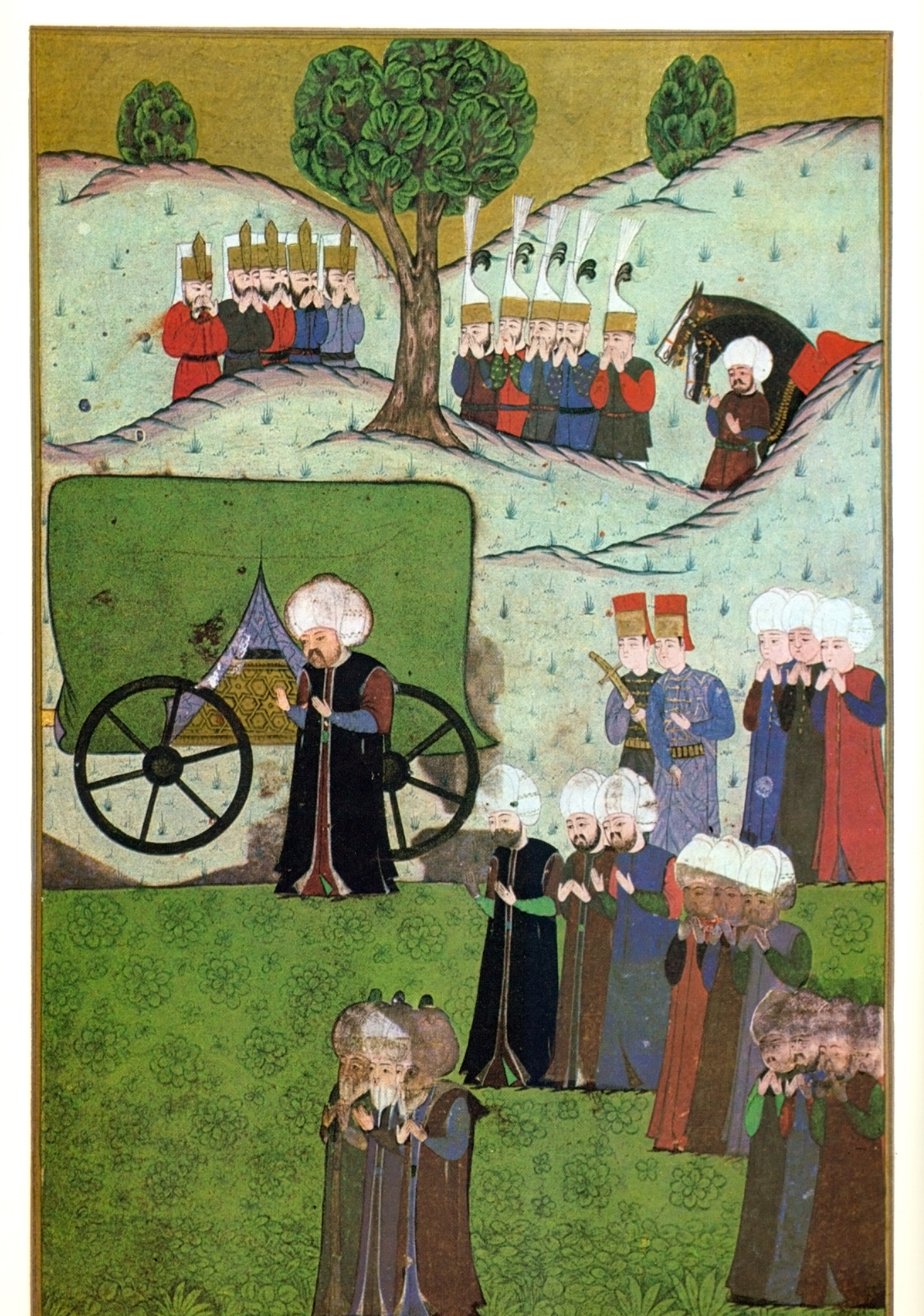
Szulejmán holtteste Belgrádba érkezik

## Képzőművészeti ábrázolások

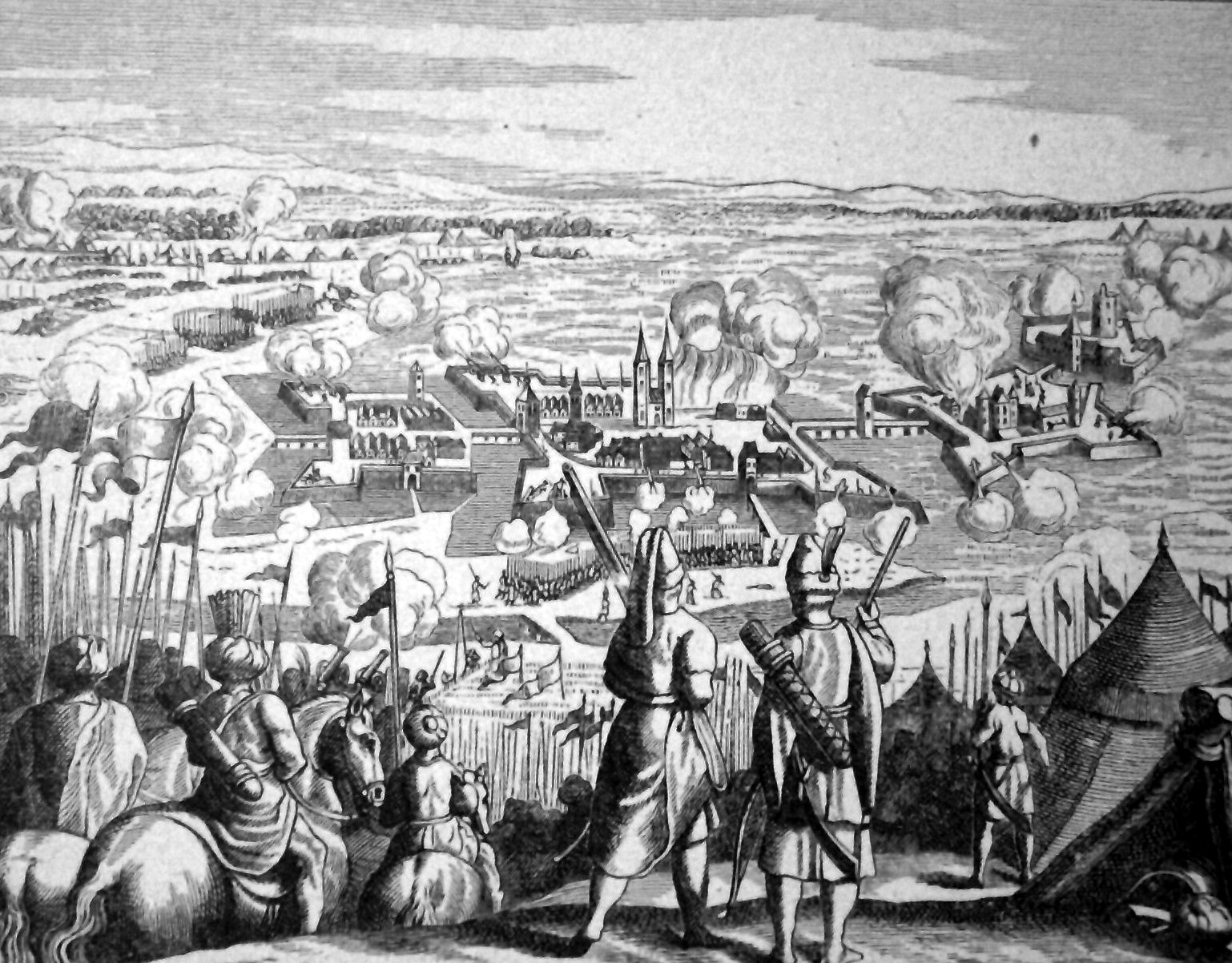
Szigetvár ostroma (korabeli rajz alapján)
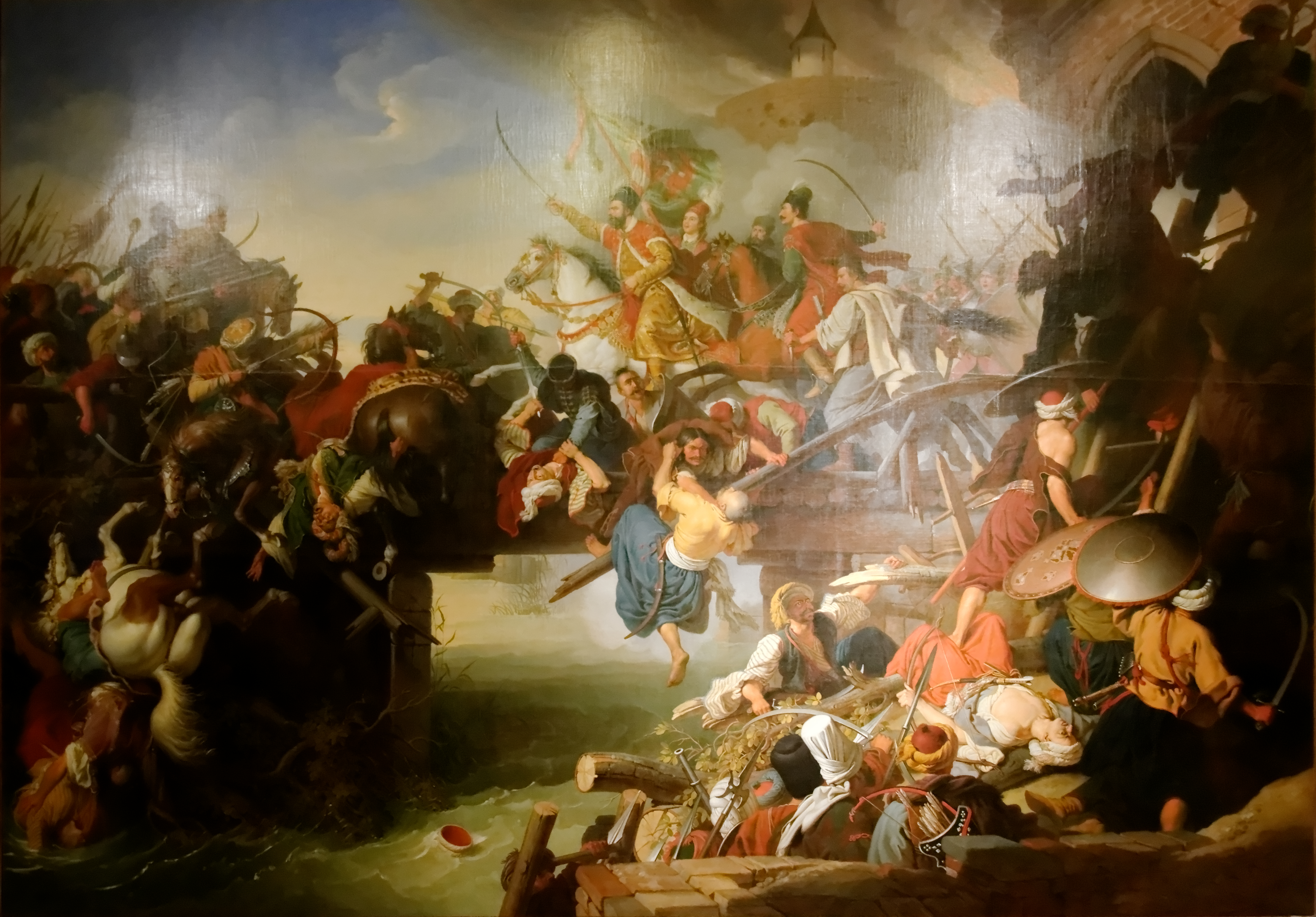
Johann Peter Krafft: Zrínyi kirohanása (1825)
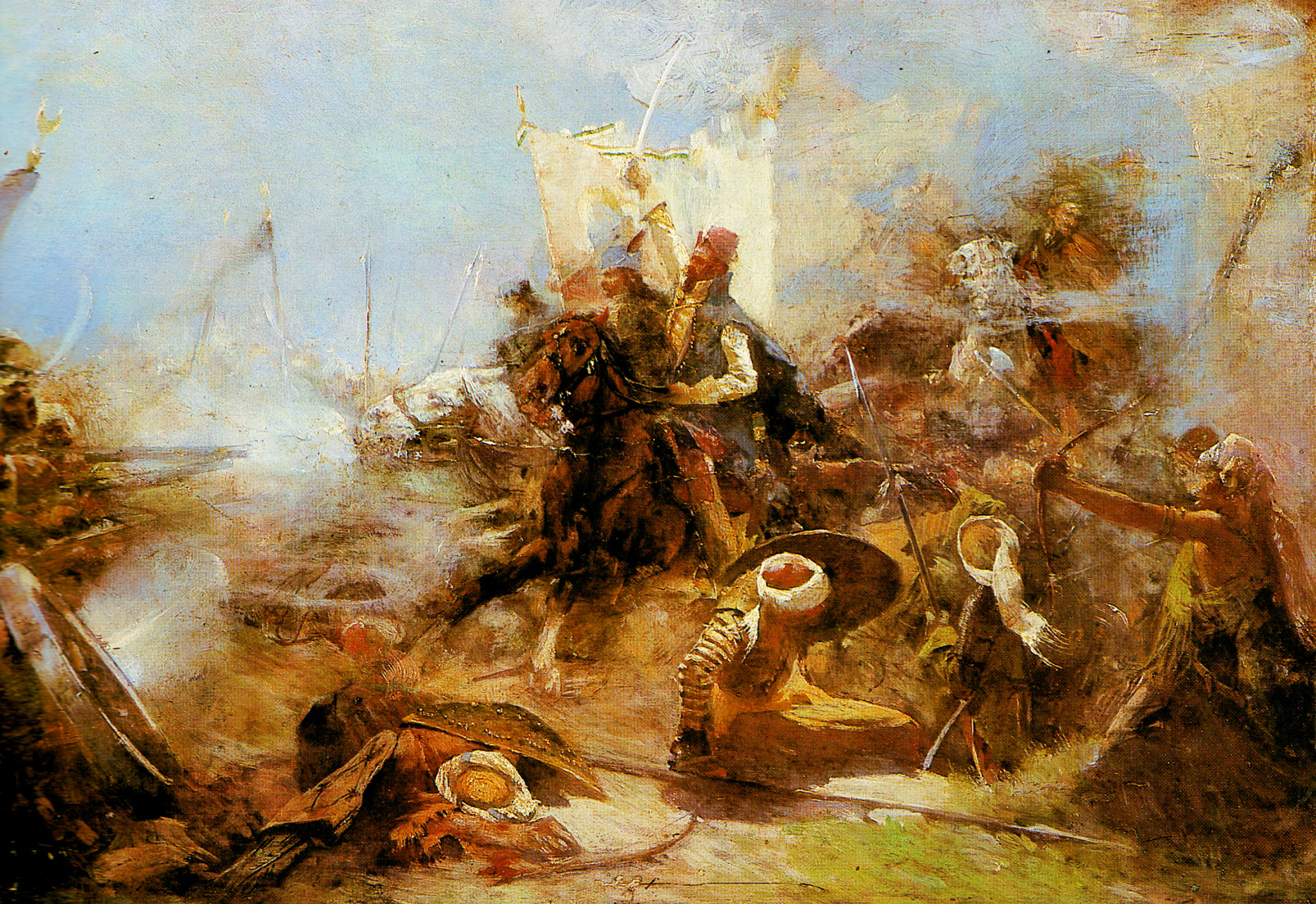
Hollósy Simon: Zrínyi kirohanása (1896)
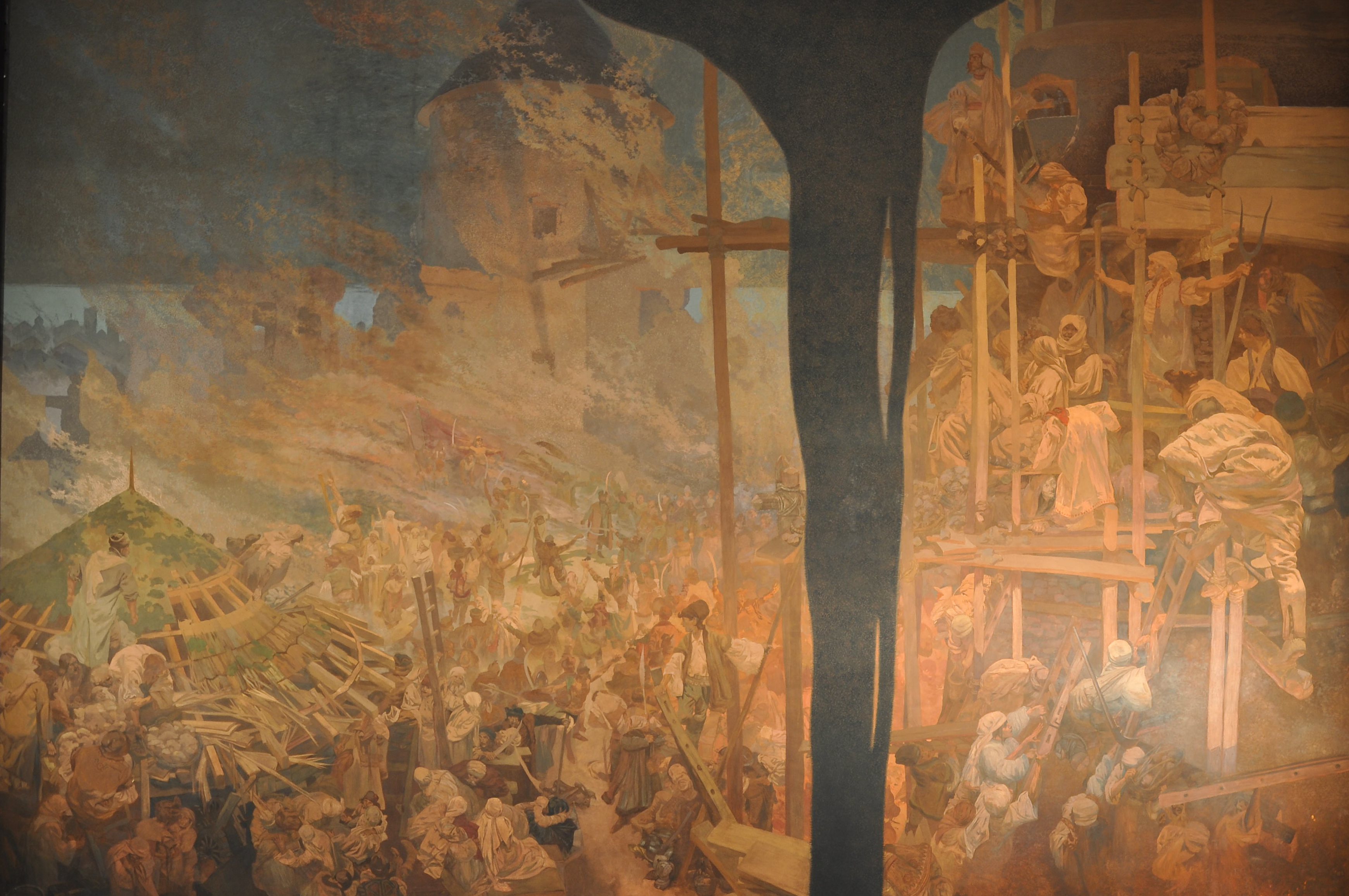
Alfons Mucha: Szigetvár védelme (1914)
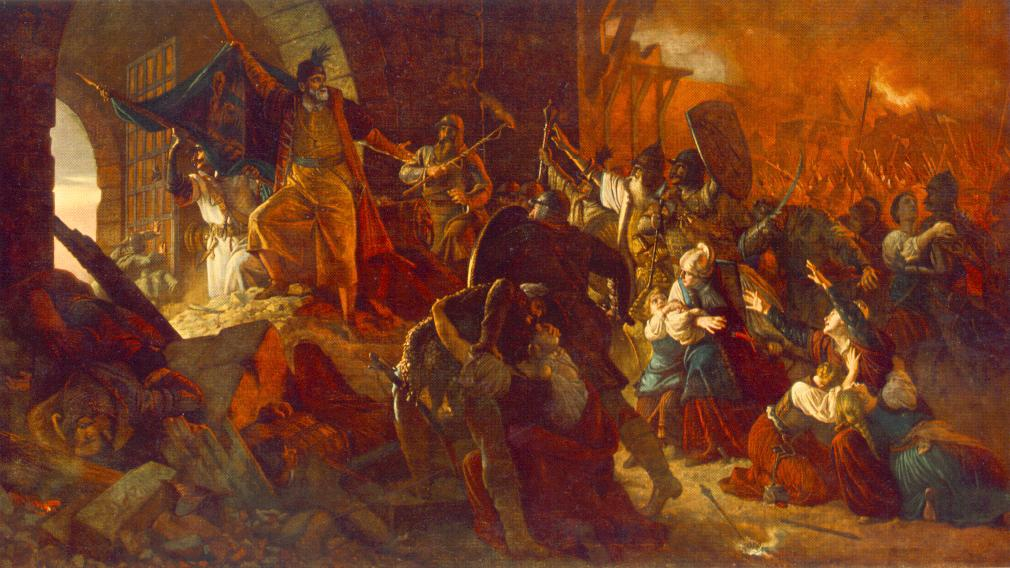
Székely Bertalan: Zrínyi kirohanása (1879 és 1885 között)